# Kalypso (musikalbum)
Kalypso är ett musikalbum av den svenska rapparen Mächy som släpptes 2015.

## Låtlista
| Spår | Titel                                    | Tid   |
| ---- | ---------------------------------------- | ----- |
| 1    | En tok ska va fri                        | 03:35 |
| 2    | Ba stick feat. TNA                       | 03:58 |
| 3    | Hooka oss mer feat. Ivory, Gonza-Ra      | 03:55 |
| 4    | Ingen semester                           | 03:14 |
| 5    | Joakim Gullanders leende                 | 02:31 |
| 6    | Xtralivet feat. Onda, Matte J, DJ Khayos | 03:31 |